# 新祖為
新祖為（：／）全稱為為統一新祖國會（：／），是大韓民國首爾特別市的脫北者安置和幫扶組織。1988年由前韓國參議員、民族和解協力泛國民協議會執行代表洪思德創建。除了致力於脫北者的醫療、教育、就業培訓，也積極投入到韓半島統一運動中來，與韓國統一部、統一院、社會福祉共同募金會等機構合作。通過舉辦多種形式的活動，增進脫北者與韓國本地住民的溝通，幫助脫北者融入韓國社會。

## 官方網站
- ::: 새조위 홈페이지입니다. ::: （页面存档备份，存于）